# Charles Nicolle
Charles Jules Henry Nicolle (Rouen, 1866. szeptember 21. – Tunisz, 1936. február 28.) francia mikrobiológus. 1928-ban fiziológiai Nobel-díjban részesült, mert felfedezte, hogy a tífusz kórokozóját a tetvek közvetítik. 

## Tanulmányai és munkahelyei
Charles Nicolle 1866. szeptember 21-én született Rouenben, apja Eugène Nicolle a helyi kórház orvosa volt. Charles a helyi Lycée Corneille-be járt iskolába, majd három évig a roueni egyetemen tanult orvostudományt. Ezután Maurice bátyja példáját követve (aki később az isztambuli bakteriológiai intézet igazgatója, majd a párizsi Pasteur Intézet professzora lett) Párizsban tanult tovább. Közben a Pasteur Intézetben is dolgozott és 1893-ban megkapta orvosi diplomáját. Ezután visszatért Rouenbe és az orvosi tanszéken talált állást. 1896-ban kinevezték a bakteriológiai laboratórium élére. Sok nehézséggel kellett megküzdenie, állása nem volt véglegesítve, kollégái nehezen fogadták el a bakteriológia vívmányain alapuló új módszereket és halláskárosodása miatt nem tudta használni a sztetoszkópot sem. 1902-ben meghirdették a tuniszi Pasteur Intézet igazgatói állását, amit először bátyjának, Maurice-nak ajánlottak fel, és miután ő elutasította, Charles már sikerrel pályázta meg. Ezt a tisztségét egészen 1936-os haláláig megtartotta. 

## Tudományos tevékenysége

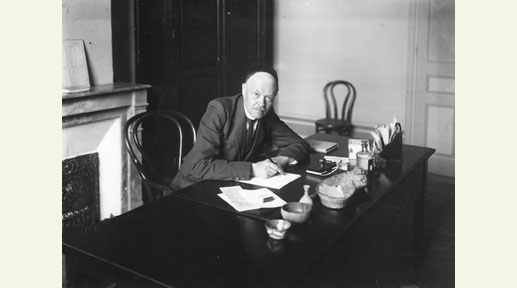
Nicolle tuniszi irodájában (kb. 1910)

Nicolle pályafutása korai szakaszában a rákkutatás iránt érdeklődött, majd Rouenben a diftéria elleni szérumon dolgozott. Vezetése alatt a tuniszi Pasteur Intézet a fertőző betegségek kutatásának világszerte elismert központjává vált. Az észak-afrikai francia gyarmatokon nagy problémákat jelentettek a különböző járványok, elsősorban a tífusz szedett sok áldozatot. Az orvosok egyharmada – különösen vidéken – halt bele a betegségbe. Nem sokkal megérkezése után Nicolle-t két kollégájával együtt egy börtönben kitört járványhoz hívták, ő azonban az utolsó pillanatban lemondta az utat. A másik két orvos a börtönben töltötte az éjszakát és mindketten megbetegedtek és meghaltak.
A tuniszi kórházban megfigyelte, hogy a betegek addig fertőzőek, amíg felveszik őket. Miután megfürödtek és átöltöztek a kórházi köntösökbe, nem adták tovább a betegséget; viszont az ápolók közül azok is elkapták a tífuszt, akik a betegek eredeti ruháit kezelték. Mindezek alapján Nicolle azt a következtetést vonta le, hogy a ruhákban megbúvó tetvek terjesztik a fertőzést. Elmélete igazolására barátjától, a párizsi Pasteur Intézetben dolgozó Émile Roux-tól kísérleti csimpánzokat kért, amiket tífuszos betegek vérével injekciózott be. A beteg állatok vérét makákókba oltotta tovább, amikre tetveket tett, majd a tetveket újabb, egészséges makákókra vitte tovább. A kísérlet végén ezek a majmok is betegek lettek, így Nicolle bebizonyította, hogy a tetvek képesek a tífuszkórokozó továbbvitelére.
Eredményeit 1909-ben közölte a Francia Tudományos Akadémiával. Egyúttal lehetővé vált a betegség elkülönítése a patkánybolhák terjesztette egértífusztól is. Felfedezésének hatalmas jelentősége lett az alig öt évvel később kitörő első világháborúban, a megelőző intézkedések révén számos járvány vált elkerülhetővé.
A világháború végén hatalmas áldozatokat szedő spanyolnátha-járvány vette kezdetét. Nicolle a betegek baktériumszűrővel megszűrt és szűretlen köpetét majmokba és önkéntes emberekbe injekciózta, akikben egyes esetekben lázas betegség fejlődött ki. A kísérletét megismétlő más kutatók nem mindig tudták reprodukálni eredményét és az influenzavírusokat csak egy évtizeddel később izolálták, de Nicolle fontos szerepet játszott az influenzakutatás korai szakaszában.
Nicolle kidolgozta a brucellózis preventív vakcinációját, felfedezte a kullancsláz közvetítőjét, sikerült kitenyésztenie a skarlát kórokozóját, a Streptococcus pyogenest; jelentős eredményei voltak a keleti marhavész, kanyaró, influenza, tuberkulózis és trachóma kutatásában. Kidolgozta a Leishmania donovani és a Leishmania tropica mesterséges táptalajon való tenyésztésének módszerét. Számos technikai és módszertani újítást is meghonosított a bakteriológiában.
Charles Nicolle a tífusz terjedési módjának felfedezéséért 1928-ban elnyerte a fiziológiai Nobel-díjat. Ezenkívül számos tudományos díjat birtokolt, 1931-ben megkapta a Becsületrendet, 1928-ban a Francia Természettudományi Akadémia, 1932-ben pedig a Collège de France soraiba választották.

## Családja

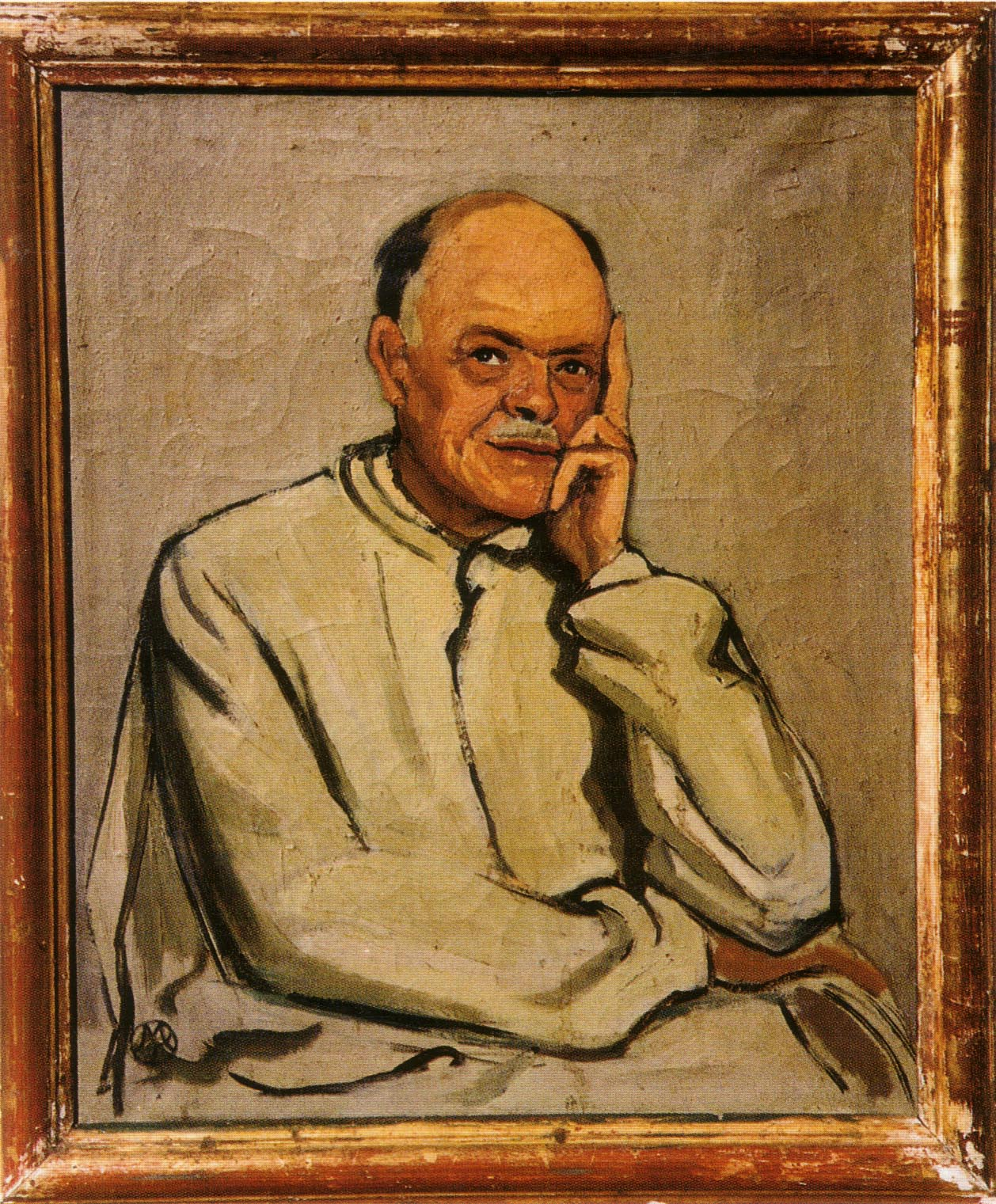
Charles Nicolle-t ábrázoló festmény

1895-ben feleségül vette Alice Avice-t. Két gyermekük született, Marcelle (1896) és Pierre (1898). Nicolle filozófiai műveket (Destin des maladies infectieuses (1933); La nature; conception et morale biologiques (1934); Responsabilités de la médecine (1936); La destinée humaine (1941)) és regényeket is írt (Le pâtissier de Bellone (1913), Les deux larrons (1929), Les contes de Marmouse et de ses hôtes (1930)).
Charles Nicolle 1936. február 28-án halt meg Tuniszban, 69 éves korában. 

## Emlékezete
Charles Nicolle-ról utcát neveztek el Párizsban, Béziers-ben és Savigny-le-Temple-ben. Az ő nevét viseli a roueni egyetemi kórház, a tuniszi Charles Nicolle Kórház, valamint az orvosi kutatásokat segítő Charles Nicolle Alapítvány.